# Kerkhof van Veauville-lès-Baons
Het kerkhof van Veauville-lès-Baons is een gemeentelijke begraafplaats in het dorp Veauville-lès-Baons in de Franse gemeente Les Hauts-de-Caux in het departement Seine-Maritime. Het kerkhof ligt rond de Église Sainte-Austreberthe.
Op het kerkhof bevinden zich onder meer ook een calvariekruis uit 1901, en een "Monument aux Morts".

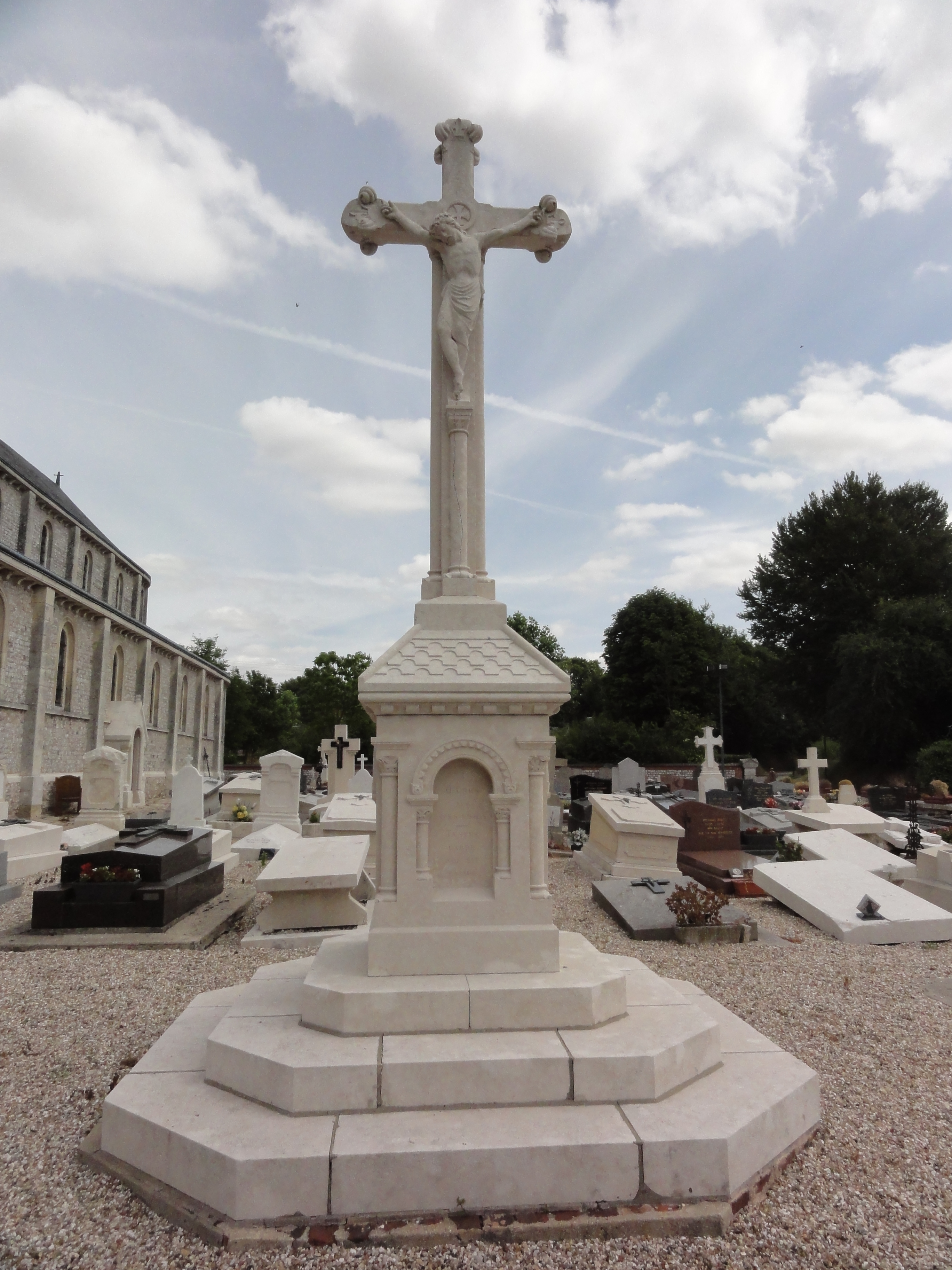
Calvarie uit 1901
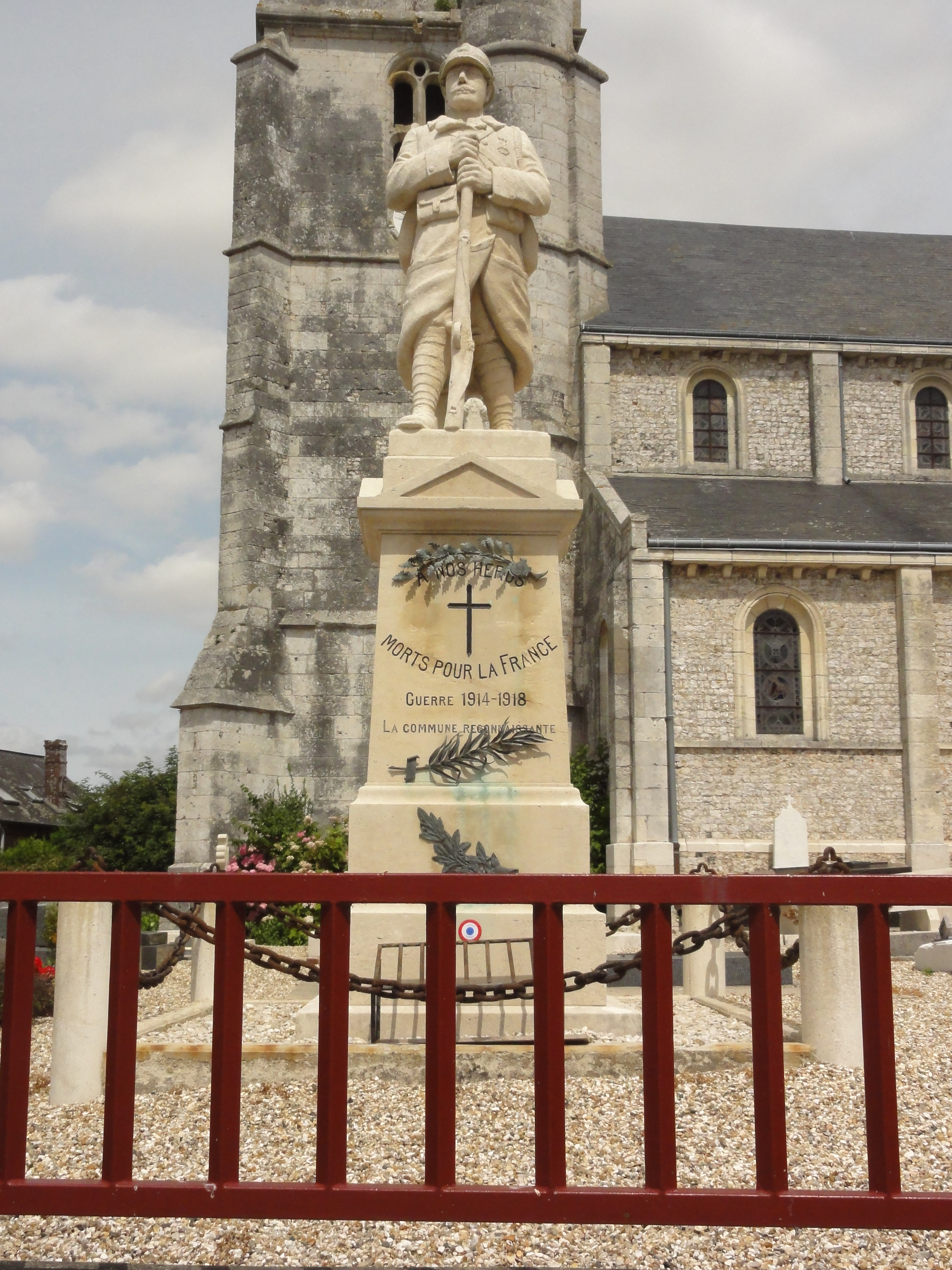
Monument aux Morts

## Britse oorlogsgraven
Op het kerkhof bevindt zich een Brits militair perk met gesneuvelden uit de Tweede Wereldoorlog. Er rusten 7 geïdentificeerde gesneuvelden in een gedeeld graf. Het perk worden onderhouden door de Commonwealth War Graves Commission. In de CWGC-registers is de begraafplaats opgenomen als Veauville-les-Baons Churchyard.